# Eva Dolar Bahovec
Eva Dolar Bahovec, slovenska filozofinja, smer teoretska psihoanaliza, * 14. december 1951, Ljubljana, Slovenija.
Poleg Slavoja Žižka, Rastka Močnika, Mladena Dolarja in Alenke Zupančič je ena pomembnejših članic Ljubljanske lakanovske šole.
Eva Dolar Bahovec je redna profesorica filozofije na Oddelku za filozofijo, Filozofske fakultete Univerze v Ljubljani (FF UL) za predmete: uvod v psihoanalizo, strukturalizem in psihoanaliza ter ženske študije. V glavnem se ukvarja s poučevanjem in raziskovanjem filozofije na FF UL (občasno tudi v tujini: v Zagrebu, Novem Sadu ter v Veliki Britaniji).

### Šolanje
Eva Dolar Bahovec se je rodila leta 1951 v Ljubljani. Obiskovala je Osnovno šolo Toneta Čufarja v Ljubljani in II. gimnazijo (danes Gimnazija Jožeta Plečnika) v Ljubljani. Vzporedno je študirala filozofijo in psihologijo  na FF UL. Na Medicinski fakulteti UL je leta 1983 dokončala magistrski študij – smer fiziologija (mag. nevropsiholingvistike). Leta 1994 je doktorirala iz filozofije (doktorica filozofskih znanosti) na FF v Ljubljani. Izobraževala se je tudi v tujini in sicer na Université Paris-VIII v Parizu (v semestrih 1979/80]) in  v Londonu na Thames University (semestra 1989/90).

### Delo in kariera
Prvo delovno mesto je dobila na Gimnaziji Kamnik in tamkajšnji glasbeni šoli, kjer je delala v šolskem letu 1981/82. Od leta 1982 do 2001 je delala na Pedagoškem inštitutu UL. Od leta 2002 pa dela kot redna profesorica filozofije na Oddelku za filozofijo in je koordinatorka doktorskega študija teoretska psihoanaliza, oboje na FF UL.
Med vsemi dejavnostmi Eve D. Bahovec je najpomembnejše neprekinjeno in hkrati inovacijsko delo s študentkami in študenti filozofije in drugih študijskih smeri, tako na dodiplomski ravni kot pri doktorskem študiju. V približno desetletju je bila mentorica čez sto diplomskim delom, od katerih so bila nekatera nagrajena s fakultetno, nekatera pa tudi z univerzitetno študentsko Prešernovo nagrado.

### Zasebno
Poročena je s filozofom Mladenom Dolarjem.

## Ustanove delovanja
Članica uredništva ali urednica posebnih številk revij ter knjižnih zbirk:
- Revije: Problemi, The School Field.
- Delta - (knjižna) zbirka za ženske študije in feministično teorijo.

Članica izvršnih odborov  znanstvenih in strokovnih društev ter evropskih projektov in mrež: 
- Društvo za teoretsko psihoanalizo (sodelovanje pri izdajateljski dejavnosti, skrb za strokovne prevode, priprava učnih načrtov, itn.),
- Društvo za kulturološke raziskave (sodelovanje  pri izdajateljski dejavnosti, skrb za strokovne prevode, izobraževanje, predstavitev novih smeri, šol, tokov itn.)
- ATHENA –  Advanced Thematic Network in Activities in Women's Studies in Europe (curriculum development and related issues in gender education and research),
- GENIE – Globalization and Europeanization in Education (curriculum development etc.).

## Projekti
Eva D. Bahovec je nacionalna koordiantorka mednarodnih raziskovalnih projektov.
Pomembnejši uredniški in prevajalski projekti   (vpeljava temeljnih del  v slovenski prostor, predstavitev glavnih pojmov pomembnih, a  mestoma spregledanih filozofskih idr. avtorjev in avtoric, odpiranje prostora ter skrb za pluralizacijo študijskih, raziskovalnih, izdajateljskih idr. dejavnosti ter raznih filozofskih smeri, šol, novih usmeritev, razprav itn. (navedene publikacije so prve izdaje v slovenščini)):
- Freud, Sigmund (1987). Metapsihološki spisi. Ljubljana: Studia humanitatis (skupaj z M. Dolarjem in I. Štandekerjem); spremna beseda Za freudovsko epistemologijo.
- Rousseau, Jean-Jacques (1992). Razprava o izvoru in temeljih neenakosti med ljudmi. Ljubljana: Krtina; spremna beseda Rousseaujeva genealogija nelagodja v kulturi.
- Beauvoir, Simone de (1999). Drugi spol. Ljubljana: Delta; spremna beseda Fenomenologija ženskega duha.
- Deleuze, Gilles (2011).  Nietzsche in fillozofija. Ljubljana: Krtina;  spremna beseda Nietzsche v treh formulah.

Sodeluje še pri več ostalih projektih, ki pokrivajo področje postmoderne filozofije.

## Priznanja
Za uredniško delo pri knjižni zbirki Delta je dobila nagrado Zlata ptica, ki jo podeljuje kulturno društvo Libralna akademija. Nagrada je bila utemeljena za samo zamisel nove revije in odpiranje novega prostora kot tudi za izdajateljsko, uredniško, prevajalsko, raziskovalno in ne nazadnje avtorsko delo. Nagrado je revija prejela že dve leti po začetku izdajanja, ob samem začetku izdajanja pa so bili deležni tudi velike medijske pozornosti. Sama nagrada je bila utemeljena s poudarkom, da predstavlja nova revija »kontinuiteto in preboj na področju ženskih študij«.

### Avtorica znanstvenih monografij
- Kopernik, Darwin, Freud: študije iz filozofije in zgodovine znanosti (1990). Ljubljana: Analecta.
- Freud, ženska in popotnikova senca (2007). Ljubljana: Delta.

### Soavtorica znanstvenih monografij
- Gestalten der Autorität (1991). Dunaj: Turia und Kant (skupaj z M. Dolar, R. Salecl, R. Riha, M. Božovič, J. Šumič-Riha in S. Žižek; uredil Slavoj Žižek).
- Vrtci za današnji čas (1996). Ljubljana: Center za kulturološke raziskave pri Pedagoškem inštitutu in Društvo za kulutrološke raziskave (skupaj z Z. Kodelja, sod. J. Barši, K. Bregar Golobič, B. A. Novak, L. Tavčar).
- Uganka, skrivnost, čudež ali naključje? (2014). Ljubljana: Društvo za kulturološke raziskave in Oddelek za filozofijo Filozofske fakultete (skupaj z G. Bido, G. Mlakarjem in M. Pan; uredila Eva D. Bahovec).

### Pomembnejše mednarodne objave
- Znanstvene razprave v revijah Wo Es War (Dunaj), Acta Psychologica (Praga), New Formations (London), Profemina (Beograd), European Journal for Women Studies (Bruselj), Treča (Zagreb) itn. ter poglavja v več zbornikih o Simone de Beauvoir oziroma Beauvoir Studies idr.
- The Ego and the Other in Lacan (2015). V: Borossa, Julia, Bronstein, Catalina and Pajaczkowska, Claire (Eds.). The New Klein-Lacan Dialogues. London: Karnac, s. 59-74.
- Between Structuralism and Aleatory Materialism: Simone de Beauvoir'' (2016). V: Bauer, Nancy, and Hengehold, Laura (Eds.). Blackwell Companion to Beauvoir. Oxford: Basil Blackwell.